# Campeonato Mundial de Snowboard de 2019 - Snowboard cross equipe misto
A prova do Snowboard cross equipe misto do Campeonato Mundial de Snowboard de 2019 ocorreu no dia 3 de fevereiro na cidade de  Park City,  em Utah, nos Estados Unidos. 

## Medalhistas
| Ouro                                                 | Prata                                   | Bronze                                |
| Estados Unidos · Mick Dierdorff · Lindsey Jacobellis | Itália · Omar Visintin · Michela Moioli | Alemanha · Paul Berg · Hanna Ihedioha |

## Resultados
Um total de 32 snowboarders participaram da competição, totalizando 16 equipes de dois integrantes cada. Sendo um masculino e outro feminino.  A prova ocorreu dia 3 de fevereiro.  A disputa foi em fase eliminatória até a grande final.

### Quartas de final
| Posição | Bib | Nacionalidade | Notas |
| ------- | --- | ------------- | ----- |
| 1       | 8   | Alemanha 1    | Q     |
| 2       | 1   | Itália 1      | Q     |
| 3       | 9   | Canadá 1      |       |
| 4       | 16  | Chéquia 2     |       |

| Posição | Bib | Nacionalidade    | Notas |
| ------- | --- | ---------------- | ----- |
| 1       | 3   | Estados Unidos 1 | Q     |
| 2       | 6   | França 2         | Q     |
| 3       | 11  | Itália 3         |       |
| 4       | 14  | Rússia 1         |       |

| Posição | Bib | Nacionalidade    | Notas |
| ------- | --- | ---------------- | ----- |
| 1       | 12  | Canadá 2         | Q     |
| 2       | 13  | Suíça 1          | Q     |
| 3       | 4   | Estados Unidos 2 |       |
| 4       | 5   | Chéquia 1        |       |

| Posição | Bib | Nacionalidade | Notas |
| ------- | --- | ------------- | ----- |
| 1       | 7   | Itália 2      | Q     |
| 2       | 2   | França 1      | Q     |
| 3       | 10  | Alemanha 2    |       |
| 4       | 15  | Suíça 2       |       |

### Semifinal
| Posição | Bib | Nacionalidade | Notas |
| ------- | --- | ------------- | ----- |
| 1       | 1   | Itália 1      | Q     |
| 2       | 8   | Alemanha 1    | Q     |
| 3       | 13  | Suíça 1       |       |
| 4       | 12  | Canadá 2      |       |

| Posição | Bib | Nacionalidade    | Notas |
| ------- | --- | ---------------- | ----- |
| 1       | 3   | Estados Unidos 1 | Q     |
| 2       | 7   | Itália 2         | Q     |
| 3       | 6   | França 2         |       |
| 4       | 2   | França 1         |       |

### Final
Pequena final
| Posição | Bib | Nacionalidade | Notas |
| ------- | --- | ------------- | ----- |
| 5       | 2   | França 1      |       |
| 6       | 12  | Canadá 2      |       |
| 7       | 6   | França 2      |       |
| 8       | 13  | Suíça 1       |       |

Grande final
| Posição           | Bib | Nacionalidade    | Notas |
| ----------------- | --- | ---------------- | ----- |
| Medalha de ouro   | 3   | Estados Unidos 1 |       |
| Medalha de prata  | 1   | Itália 1         |       |
| Medalha de bronze | 8   | Alemanha 1       |       |
| 4                 | 7   | Itália 2         |       |

Legenda
| Recorde mundial       | Recorde mundial (World record)               |                       | Recorde africano                      | Recorde africano (African) |                                           | Q | Classificado por posição (Qualified) |
| Recorde do campeonato | Recorde do campeonato (Championship record)  | Recorde da América    | Recorde da América (Americas)         | q                          | Classificado por melhor tempo (Qualified) |   |                                      |
| Melhor marca do ano   | Melhor marca do ano (World leading)          | Recorde asiático      | Recorde asiático (Asian)              | DNS                        | Não largou (Did not start)                |   |                                      |
| Recorde nacional      | Recorde nacional (National record)           | Recorde europeu       | Recorde europeu (European)            | DNF                        | Não terminou (Did not finish)             |   |                                      |
| Recorde pessoal       | Recorde pessoal do atleta (Personal best)    | Recorde da Oceania    | Recorde da Oceania (Oceania)          | DSQ / DQ                   | Desclassificado (Disqualified)            |   |                                      |
| Recorde da temporada  | Recorde da temporada do atleta (Season best) | Recorde sul-americano | Recorde sul-americano (South America) | NM                         | Sem marca (No mark)                       |   |                                      |